# Korey Hall
(en) Statistiques sur pro-football-reference
Korey Dean Hall (né le 5 août 1983 à Glenns Ferry) est un joueur américain de football américain.

## Lycée
Hall commence à jouer au football à la Glenns Ferry High School, jouant aux postes de linebacker et running back. Il est nommé joueur de l'année pour la division Class 2A.

## Carrière

### Université
Il joue ensuite pour les Broncos de l'université d'État de Boise où il se fait remarquer en figurant dans les équipes de conférences et division.

### Professionnel
Korey Hall est sélectionné lors du draft de la NFL de 2007 au sixième tour au 191e choix par les Packers de Green Bay. Pour sa première saison, il joue quatorze matchs (dont dix comme titulaire), positionné au poste de Fullback. Il marque son premier touchdown le 8 septembre 2008 sur une passe d'un yard d'Aaron Rodgers contre les Vikings du Minnesota dans le match du lundi soir (Monday Night Football).
En 2009, il joue onze matchs (dont cinq comme titulaire) et ne reçoit que cinq ballons. La saison 2010 ne le voit recevoir qu'une seule passe. Il remporte le 6 février 2011 le Super Bowl XLV après une victoire sur les Steelers de Pittsburgh.
Le 29 juillet 2011, il signe avec les Saints de La Nouvelle-Orléans où il évolue comme remplaçant, entrant au cours de treize match. Le 25 septembre 2012, il intègre l'équipe des Cardinals de l'Arizona avant d'être relégué, trois jours plus tard, en équipe réserve.